# 岩石学

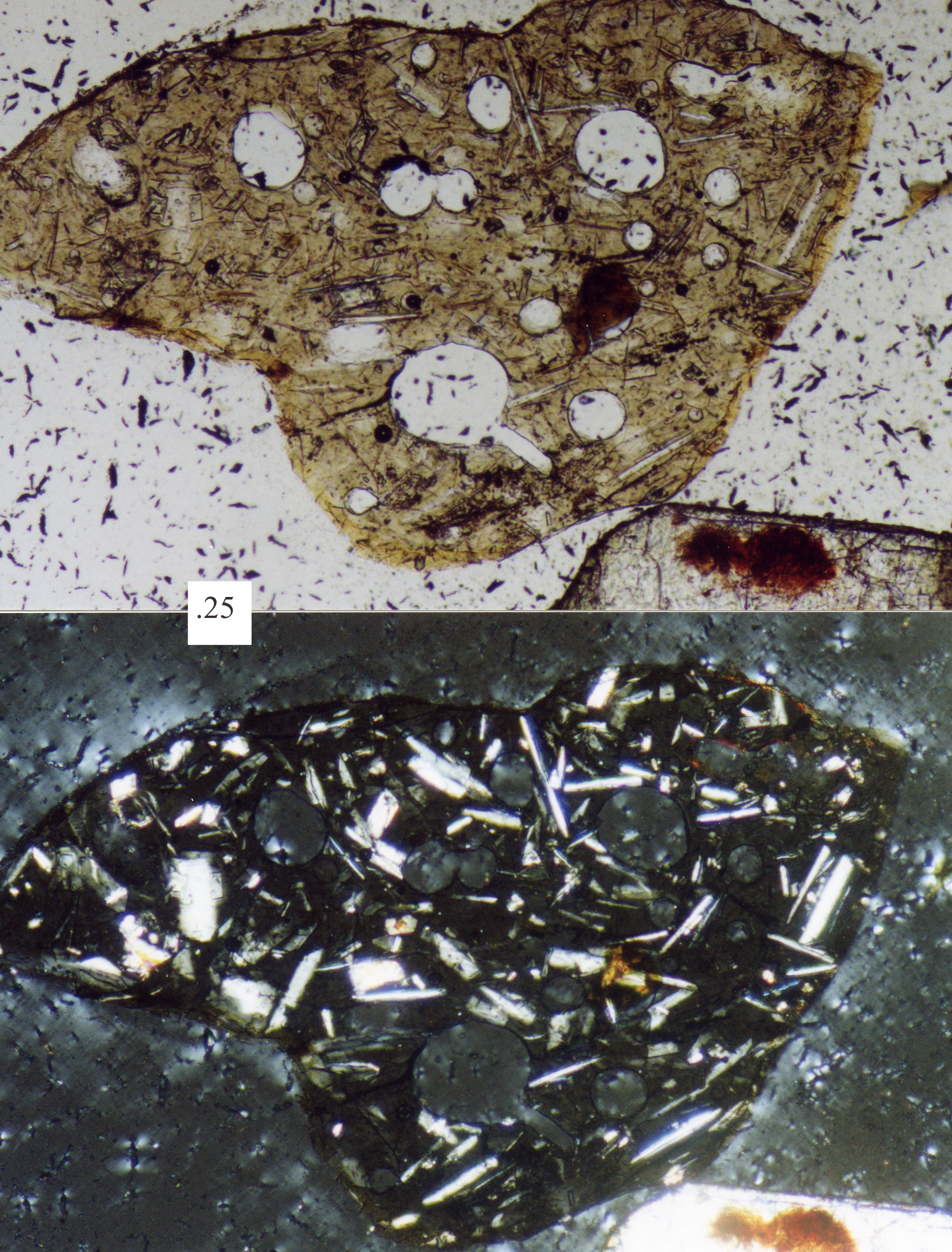
火山沙粒在显微镜下所看到的图像，在上部图象有平面偏振光，和在下部的图像有交叉偏振光。尺度框为0.25毫米。

岩石学（英語：Petrology）是地质学的一个分支，是研究岩石的一门科学。岩石学主要研究岩石的化学成分、矿物成分、岩石的结构和构造，岩石的成因、变化规律、分布状况以及其实用的意义。岩石学分类对火成岩、沉积岩和变质岩进行研究。
岩石学的研究为找矿勘探、地下水开发、工程建设规划提供基础信息，其成果广泛应用到矿床学、地球化学、构造地质学等学科中。